# Svjatoslav Richter
Svjatoslav Teofilovič Richter či poruštěně Richtěr (rusky Святослав Теофилович Рихтер, 7. březnajul./ 20. března 1915greg. Žytomyr, Ruské impérium – 1. srpna 1997 Moskva) byl sovětský pianista rusko-německého původu, považovaný za jednoho z největších pianistů 20. století.

## Život a kariéra
Svjatoslav Richter se narodil v Žytomyru na Ukrajině v rodině volyňského Němce Theofila Richtera, známého varhaníka, klavíristy a hudebního skladatele, a Anny roz. Moskaljovové. Po otci pocházel z obchodnické rodiny a po matce ze žytomyrské statkářské šlechty s ruskými a ukrajinskými kořeny. Matka měla také německé předky, neboť po své matce pocházela ze šlechtického rodu von Reincke.
Budoucí klavírní virtuóz vyrůstal v Oděse. Prvně vystoupil v inženýrském klubu v Oděse 19. března 1934. Poté studoval u známého hudebního pedagoga německého původu Heinricha Neuhause na Moskevské konzervatoři, stejně jako například Emil Gilels a Radu Lupu.
Jeho otec byl v roce 1941 v Oděse jako údajný německý kolaborant zastřelen. Matka se znova provdala a emigrovala do Německa.
První Richterova zahraniční cesta jej vedla v roce 1950 do tehdejšího Československa. 19. října 1960 vystoupil v Carnegie Hall v New Yorku a poté v řadě amerických měst. Od roku 1971 koncertoval také v Německu.
Francouzský režisér Bruno Monsaingeon o něm natočil dokumentární životopisný film Richter: The Enigma (1998).